# Rete tranviaria di Treviso
La rete tranviaria di Treviso, costituita da tre linee urbane a trazione elettrica, rimase in esercizio solamente per ventotto anni, rappresentando comunque uno strumento di innovazione e un volano economico per la vita della città della prima metà del Novecento.
Promossa a livello locale, la rete era integrata rispetto a quella di Mestre, rappresentando sin dall'origine il prolungamento urbano della tranvia extraurbana Mestre-Treviso.

## Storia

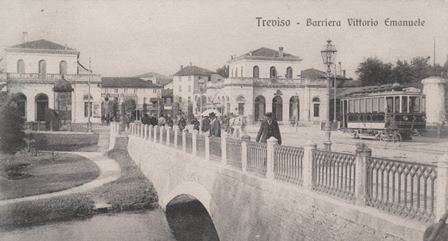
Tram presso la barriera Vittorio Emanuele

Nel 1908 un consorzio appositamente costituito promosse la realizzazione di una tranvia fra Mestre e Treviso, con capolinea a Sant'Artemio, nell'area dove sarebbe sorto il nuovo ospedale psichiatrico, per la quale fu richiesta la concessione del suolo stradale. Lo statuto di tale consorzio fu con regio decreto n. CXXXIV del 27 febbraio 1908.
Fra i principali promotori della tranvia figuravano Gregorio Gregorj e Graziano Appiani, consiglieri comunali e imprenditori; l'Appiani, in particolare, fece realizzare il quartiere Villaggio Eden, nell'area di Porta Cavour, al cui servizio furono progettate la stazione ferroviaria di Porta Cavour e l'apposita diramazione tranviaria.
Con regio decreto n. 412 del 2 aprile 1911 fu accordata alla Società Anonima Tramvie di Mestre (STM) la costruzione e l'esercizio di due linee tranviarie "fra Mestre e Carpenedo e fra Mestre a Treviso e Sant'Artemio, con diramazione da Piazza dei Noli alla stazione ferroviaria di Porta Cavour in Treviso", sulla base dei relativi progetti redatti dall'ingegner Angelo Bortolato e presentati da quest'ultimo fra il 1908 e il 1910.
Frattanto i lavori di costruzioni della linea principale erano stati terminati e la stessa poté essere inaugurata nel 1910; ad essa seguì l'anno successivo quella sulla diramazione, che prese il nome di "linea 2".
Nel 1928 la rete raggiunse la massima estensione arricchendosi della linea 3, sul percorso che dalle Poste Vecchie conduceva alla località Porto di Fiera.
In un contesto storico generalmente poco favorevole ai trasporti su rotaia, negli anni trenta si optò per la sostituzione dell'estesa rete tranviaria dell'area cura della Società Filovie Mestrine (SFM), che nel 1938 inaugurò la filovia extraurbana Mestre-Treviso la quale serviva altresì l'ambito urbano di Treviso fra la stazione ferroviaria, ov'era presente un anello di inversione, e piazza della Vittoria soppiantando completamente il tram.

## Caratteristiche

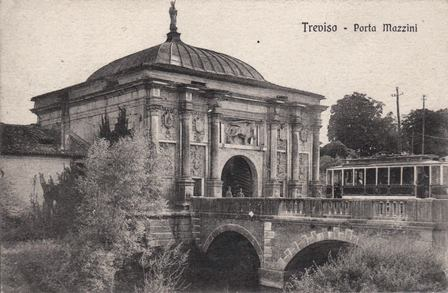
Porta Mazzini o San Tomaso, con il tram

La rete nacque in origine a trazione elettrica e scartamento metrico, mantenendo dunque le caratteristiche della rete urbana di Mestre di cui rappresentava un'estensione.
La rete era strutturata su tre linee urbane, cui si aggiungeva il collegamento extraurbano per Mestre attivato nel 1909 lungo il Terraglio:
- La linea 1 collegava la stazione di Treviso Centrale con Sant'Artemio. Il capolinea meridionale era situato a nord del passaggio a livello che immetteva nel Terraglio, in prosecuzione del servizio tranviario proveniente da Mestre[4]. Lasciata la stazione, veniva oltrepassata la barriera daziaria di corso Vittorio Emanuele II (poi corso del popolo) presso Porta Antille[4]; il binario transitava dunque per piazza San Leonardo e Porta San Tomaso, impegnando la strada Pontebbana fino all'area dove nel 1913 sorse l'ingresso dell'ippodromo[2].
- La linea 2 originava all'imbocco del viale Trento e Trieste, davanti al Caffè Passuello[4] e seguiva il percorso comune con la linea 1 fino ai Noli (Piazza Borsa), per poi impegnare l'itinerario per piazza dei Signori, via Calmaggiore, via Canova, Borgo Cavour, viale Monte Grappa e viale XIV Luglio[2], in prossimità della stazione di Porta Santi Quaranta. Il tram sottopassava la Porta Santi Quaranta, caratterizzata da un varco di dimensioni ridotte.
- La linea 3 si diramava in prossimità delle Poste Vecie, che sorgevano in via Carlo Alberto all'incrocio con via Sant'Agostino, per raggiungere la località Porto di Fiera attraverso via Carlo Alberto e viale IV Novembre[4].

## Galleria d'immagini

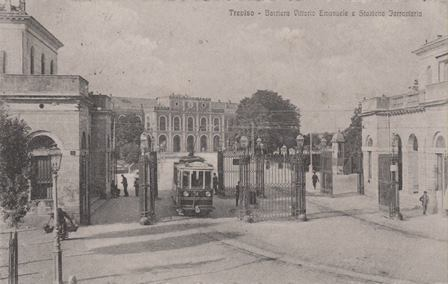
Treviso - Barriera e stazione
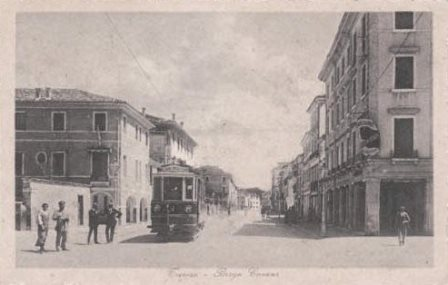
Treviso - Borgo Cavour
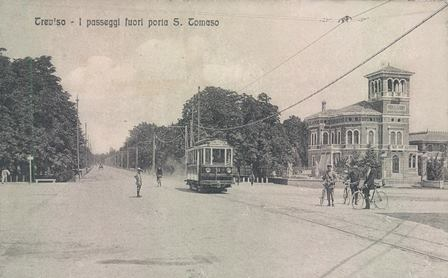
Treviso - Fuori Porta San Tomaso
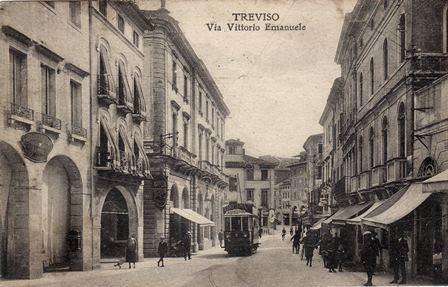
Treviso - Via Vittorio Emanuele